# Сингульское сельское поселение
Сингульское се́льское поселе́ние — муниципальное образование в Ялуторовском районе Тюменской области Российской Федерации.
Административный центр — село Сингуль Татарский.

## История
Статус и границы сельского поселения установлены Законом Тюменской области от 5 ноября 2004 года № 263 «Об установлении границ муниципальных образований Тюменской области и наделении их статусом муниципального района, городского округа и сельского поселения».

## Население
| 2010 | 2011 | 2012 | 2013 | 2014 | 2015 | 2016 |
| ---- | ---- | ---- | ---- | ---- | ---- | ---- |
| 795  | ↘793 | ↘754 | →754 | ↘743 | ↗773 | ↗781 |
| 2017 | 2018 | 2019 | 2020 | 2021 |      |      |
| ↗798 | ↘788 | ↘770 | ↗775 | ↗797 |      |      |

## Состав сельского поселения
| № | Населённый пункт  | Тип населённого пункта       | Население |
| - | ----------------- | ---------------------------- | --------- |
| 1 | Сингуль Татарский | село, административный центр | ↗491      |
| 2 | Яр                | деревня                      | ↗503      |